# Elezioni presidenziali in Slovenia del 1992
Le elezioni presidenziali in Slovenia del 1992 si tennero il 6 dicembre in concomitanza con le elezioni parlamentari.

## Risultati
| Candidati             | Partiti                           | Voti      | %     |
| --------------------- | --------------------------------- | --------- | ----- |
| Milan Kučan           | Indipendente                      | 793 851   | 63,90 |
| Ivan Bizjak           | Democratici Cristiani Sloveni     | 262 847   | 21,16 |
| Jelko Kacin           | Partito Democratico               | 90 711    | 7,30  |
| Stanko Buser          | Partito Popolare Sloveno          | 24 042    | 1,94  |
| Darja Lavtižar-Bebler | Partito Socialista di Slovenia    | 22 681    | 1,83  |
| Alenka Žagar-Slana    | Partito Democratico Nazionale     | 21 603    | 1,74  |
| Ljubo Sirc            | Democrazia Liberale di Slovenia   | 18 774    | 1,51  |
| France Tomšič         | Partito Socialdemocratico Sloveno | 7 849     | 0,63  |
| Totale                | Totale                            | 1 242 358 | 100   |